# Fogli di diario
(Carlo Cassola, Fogli di diario, op. cit., pp. 65-66)
Fogli di diario è una raccolta di scritti giornalistici a carattere autobiografico di Carlo Cassola che "Appartenendo solo per metà, per il suo taglio giornalistico e «diaristico» , alla prosa narrativa,  può trovare una collocazione anche nella prosa saggistica per l'aspetto che assume in alcune pagine di «contributo alla critica di se stesso»".

## Struttura dell'opera
I Fogli di diario, nati come articoli selezionati dalla collaborazione di Cassola alla terza pagina del « Corriere della Sera » nel periodo che va dal novembre 1969 al maggio del 1973, riportano sequenze e ambienti di carattere autobiografico. Essi "... risultano un quid medium tra la letteratura e la vita (...) Stati d'animo generalmente tristi ed esperti, di una acuta, ferma malinconia che patisce gli anni, replicati e vani tentativi di bilancio esistenziale si alternano alle passeggiate e ai solitari ritorni a luoghi amati in Toscana: immagini e gente di Volterra, Pomarance, il monte Berignone, Val di Cecina".
In Fogli di diario Cassola scrive della sua infanzia solitaria, dei periodi di tristezza passati a Roma nel quartiere Salario dove era nato o in campagna, nel volterrano, durante l'estate. Ma scrive anche che solamente in quel tempo della sua infanzia e adolescenza ha vissuto e scoperto le prime cose, ha fatto i primi incontri. Ricorda così il primo libro letto, il primo viaggio, la prima partita: costanti emozionali e formative che vengono fissate con lucidità e testimoniano che la memoria involontaria non dimentica. Scrive ancora come avesse presto adottato la pratica di leggere "per vivere e sentirsi vivere" e racconta della sua aspirazione a diventare uno scrittore, del suo incontro con James Joyce dei  Dublinesi e di Dedalus che lo aiuteranno a riconoscersi come uomo-scrittore, anche se con tante incertezze e tanta fatica.

## Edizioni
- Carlo Cassola, Fogli di diario, Rizzoli, 1974.